# 黄长烨
黃長燁（韓語：황장엽；1923年1月23日—2010年10月10日），祖籍咸镜南道，生于平安南道江东郡（现已并入平壤直轄市），是朝鲜民主主义人民共和国思想家，以其對主体思想的理論化而著名。曾任最高人民會議常設會議議長、朝鲜劳动党书记（主管國際聯絡事務）与金日成綜合大學校长。1997年2月前往位于北京的韓國駐中國大使館寻求政治庇護，后逃往韩国，并且在韩国主张推翻朝鲜政府，反对前韓國總統金大中和卢武铉的陽光政策。他还指责美国对朝鲜在朝鮮核問題六方會談上的绥靖政策，称美国为“依附于既得利益阶层的老朽国家”。他是朝鲜至今投靠到南韓的最高級官員，而由於「脫北」行為，妻子和長女自盡，其餘家人被送往勞改營进行劳动改造。他生前一直被金正日派遣的刺客追杀，南韓对他提供人身安全的保护。2010年10月10日，于家中浴缸离世，享壽88歲。

## 生平
黃長燁出生於日治朝鮮北部的兩班貴族階級，少年時赴平壤商業學校學習，畢業後赴中央大學法學部學習兩年，並且學會了日語，並曾數度與日本媒體對話。因太平洋戰爭爆發，日本政府徵召朝鮮籍日本兵，他被迫返回朝鲜半岛入伍、中斷學業。
朝鲜半岛光复之後，赴蘇聯的莫斯科大學留学，並取得哲學博士。在蘇聯留學期間認識現任妻子，並受到當時朝鮮旅蘇學生組織負責人金英柱的賞識。之後他回到朝鮮，並於金日成綜合大學出任教授。1954年擔任大学研究院负责人。1958年出任科学院社会科学部委员。1965年就任金日成综合大學總長（校長），直到1979年為止。
在任教金日成綜合大學期間，曾是金正日、金庆喜兄妹的老師。
1970年當選成為朝鲜劳动党中央委員會委員，此後得到金日成的信任，一直都擔任朝鮮勞動黨要職。
1959年任劳动党中央宣传鼓动部副部长。1962年后连续当选为最高人民会议议员。1972年至1983年连续当选为第五届、第六届、第七届最高人民会议常任议长。1980年起担任劳动党中央委员会书记局书记。
1997年1月30日，黄长烨率领由27人组成的代表团访问日本参加主体思想国际研讨会，期间黄长烨曾通过朝总联邀请自民党议员山崎拓会面，但未能成行。2月11日，黄长烨乘坐中国国际航空CA926航班飛抵北京，當晚住在朝鮮駐華大使館，计划于2月12日下午4点乘火车返回平壤，12日早上，黄长烨以“要去百货商店”为由，与秘书金德弘离开朝鲜使馆，随即乘坐出租车于10点05分左右来到韓國駐華大使館申請政治庇護，当天下午韩国外交部亚太局局长柳光锡正式公布黄长烨寻求庇护的消息。朝鲜方面最初声称黄长烨被韩国方面绑架，随后态度软化表示“叛徒想走就走吧”。3月18日，黄长烨与金德弘从北京南苑机场出发飞往厦门，在厦门乘坐中国南方航空CZ397航班飞往菲律宾，並於4月20日從菲律賓逃亡到韓國。之后妻子自杀，長女神秘地从卡车摔下死亡；他還有一子一女，据称连同孙辈被送到劳改营。
黄长烨在流亡之后仍然致力于主体思想的改良和发展，并曾有计划在2001年7月借助美国驻韩大使馆流亡至美国，建立起一个反金正日性质的朝鲜流亡政府，但未能成功。同时他还指出当时的韩国国家情报院试图暗杀他（这也是他当时选择再次流亡的原因之一）。
2010年10月10日早上9點30分許，黄长烨於首爾江南區住家被人發現在浴室浴缸內斷氣身亡，享壽88岁。警方初步判定死因為心臟衰竭。巧合的是，黄长烨逝世當日正是朝鮮勞動黨成立65週年閱兵大遊行的日子。

## 脫北原因
現時對於他出走的原因有數種說法：
1. 黃長燁在流亡時聲稱，他在研究主体思想時洞察到主體思想的問題，從而推翻自己過去所建立的思想體制[15]。
2. 早在金日成時期，黃長燁就反對金日成把權力交給兒子金正日，自從1994年金日成病逝之後，黃長燁因為抗議世襲制而得不到金正日的信任[15]。
3. 黃長燁在回憶錄《我看到了歷史的真諦》表示，1997年初他受邀到日本參加國際問題研討會，實則是到日本尋求糧食援助無果而歸，他知道沒有完成金正日親自交給他的任務，在回國後會被處以最嚴厲的懲罰，因此他最終逃亡韓國[16]。

## 思想言论
脱北后，黄長燁在韩国任朝鲜民主化委员会委员长。他反对刺杀朝鲜最高领导人，因为刺杀成功后会有人取而代之，他主张“朝鲜应该走向中国式的改革开放，实施中国式的党内民主，实现经济增长与民主化。”“如果稍微帮助朝鲜有阶段地提高朝鲜人民的意识水平，使朝鲜靠自身力量实现经济增长，那么朝鲜就能成功进行改革开放。”他还主张韩国和中国加强经济联系，以此孤立朝鲜。
黄长烨认为，朝鲜的“社会主义”是与封建主义结合的封建社会主义。

## 朝鲜反应
朝鲜曾于事件初期策划将黄长烨劫持回国或直接击毙，后由于无法保密，不了了之。金正日在事后对其发表了侮辱性言论，称其“是猪狗不如的叛徒”，同时还称“不用慌乱，我们慌乱只会提高他的价值”。对于黄长烨出走后的言论，金正日声称“黄长烨主要从事了教育和宣传领域的工作，跟涉及党、国家、军事机密的业务没有关联。就算从他那里流出了秘密情报，也是根据南朝鲜傀儡们的意图编造的。”
2010年4月5日，朝鲜媒体称黄长烨“在美国演讲中提及朝鲜体制，严重污辱了朝鲜的尊严和体制。”还把黄长烨指称为“背叛民族的犯罪分子”、“精神病患者”。甚至还声称“谁也不能保障他不会出现问题”。与此同时，韩国表示其破获了朝鲜计划刺杀黄长烨的阴谋，并逮捕了2名冒充脫北者的朝鲜间谍。

## 逝世之后
2010年10月12日，韓國政府追贈黄长烨国民勋章無窮花章。
2010年10月14日，黄长烨出殡仪式於首尔举行，葬於國立大田顯忠院。而朝鲜在當日首次就黄长烨的死亡公开表态。朝鲜祖国和平统一委员会官方网站《我们民族之间》在當日下午发表了评论《背叛者之命运》，文中写到：“当从未有过的苦难岁月来临时，他（黄长烨）背弃我们的党，甚至抛下血脉相连的亲人，为一己的享乐和安逸逃到了南边。死亡是上天对他的诅咒。”“背叛太阳和上天的人早晚都会受到惩罚，这是历史的真理！”

## 家人
妻子：朴承玉
子女：1个儿子和3个女儿
叛逃前一直住在平壤普通江区西将洞的一个独栋村，那里是中央书记级干部居住的地方。

## 荣誉

### 韩国勋章奖章
- 国民勋章无穷花章（2010年10月12日追授）

## 外部連結
- 黄长烨：六方会谈很难解决北核问题
- 黄长烨：中國掌握金正日政權生死（页面存档备份，存于）
- 与黄长烨的对话Daily NK专栏